# 小島武夫
小島 武夫（こじま たけお、1936年2月11日 - 2018年5月28日）は、競技麻雀のプロ雀士である。日本プロ麻雀連盟初代会長・最高顧問。同団体内での段位は九段。
日本で最初の麻雀プロとも言われており、メディアを通じて麻雀文化を根付かせた一人として「ミスター麻雀」の異名を取った。

## 来歴
福岡県福岡市博多出身。中学生の時に麻雀と出会い、卒業後はパン屋勤務を経て、19歳の時に地元の雀荘で“打ち子”として働き始める。当時は客の“質”もあまり良くなく、客のイカサマに目を光らせる役回りだったという。
27歳の時に上京し、日本文芸社が運営する神田神保町の雀荘「アイウエオ」の従業員となる。「アイウエオ」は日本最古の麻雀競技団体「日本麻雀連盟」の道場を兼ねており、1967年に同連盟の関係者から「東京牌王位戦」への出場を薦められ、優勝して知名度を上げる。その活躍が深夜番組『11PM』のスタッフの目に止まり、1968年から7年半に亘って同番組の麻雀コーナーに出演、「小手返し」「ツバメ返し」といった“イカサマ技”を番組内で披露して話題になるなど、「第二次麻雀ブーム」の火付け役ともなった。
その後「アイウエオ」を舞台に行われた、団体を超えたタイトル戦「名人戦」の席で阿佐田哲也と意気投合、古川凱章を加えた3人で1970年に「麻雀新撰組」を結成。アイディアマンの阿佐田の影響もあって観戦記などの文筆活動も増え、交友関係が広がる。一方で著書『麻雀-君ならどう打つ』の記述が天野晴夫の著書『リーチ麻雀論改革派』で批判されるなど話題になる。
1981年3月、親交のあった畑正憲らと共に日本プロ麻雀連盟を設立、初代会長に就任したが、3年ほどで会長職を灘麻太郎に譲り、自らは名誉顧問の立ち位置となった。
2011年、第1期麻雀グランプリMAXで優勝。さらに第5回モンド名人戦で優勝を果たし、75歳でタイトル2冠を達成した。晩年はCSのTV対局・麻雀格闘倶楽部シリーズ・ロン2などに出演した。
2018年5月28日午前、心不全のため療養先の東京都内の病院で死去。82歳没。訃報は日本プロ麻雀連盟が5月31日に公式Twitter（現・X）及び公式サイトで発表した。戒名は国士無双に因んだ「無双院釋天武居士」。

## 雀風・人物
- 親交の深かった馬場裕一によれば、ポンやチーを連発する安い手で勝ちに拘るのではなく、いかに見ている人を喜ばせられるか、「豪快な“魅せる麻雀”」に徹した打ち方だったという[8]。CS放送・MONDO TVのモンド麻雀プロリーグでは、平均順位が2.62位と飛び抜けて勝率が高いわけではないのに平均和了率が7143.42点と高打点で、しかも放銃率がわずか0.102にとどまっていた[3]。
- 役満の中でも最難関とされる九蓮宝燈を公式戦で2回和了っている。特に2009年5月25日放送のモンド麻雀プロリーグ第3回名人戦予選第13戦南4局2本場（親番）[注釈 2]での九蓮宝燈は、配牌で萬子8枚の状態から次々と萬子を引き寄せて7巡目で聴牌し、8巡目に九萬を自摸って和了るという見事な手組みで“伝説”とも例えられ[3][5]、MONDO TVによる公式動画だけで950万回以上[14]、感想戦込みの「完全版」でも350万回以上再生されている[15]。なお、もう1回の九連宝燈は1976年の第1回最高位戦でのもの[4]（南1局0本場、16巡目に古川凱章からロン和了[3][注釈 3]）で、プロのみが参加する公式戦で九蓮宝燈を2度和了った雀士は小島のみである[3]。
- 「麻雀新撰組」で行動を共にした阿佐田哲也に対しては、「阿佐田先生が出てこなかったら、僕らなんか単なる雀ゴロ[注釈 4]じゃなかったかな」と述べ、麻雀界に対する功績を讃えている[2]。
- 麻雀のイカサマ技を覚えたのは、福岡での雀荘勤めの際に客のイカサマ行為を防ぐためのものであり[6]、パフォーマンスとしてイカサマ技を披露することはあっても、本人は雀荘の客によるイカサマ行為が許せなかったという[3]。『11PM』の麻雀コーナーでイカサマの手法を公開した際は、“クマ師”と呼ばれるイカサマ師の営業にも影響を及ぼしたとのこと[3]。ちなみにイカサマ技の一つとして知られる「ツバメ返し」は、阿佐田の小説のために小島が考え命名した技だという[2][8][9]。
- 麻雀のほかギャンブル一般と競艇に詳しいが、引き際を知らずにいつもオケラとなる日々で、経営者としても雀荘を作っては倒産させ、一時は負債が億単位となった借金王としても知られた[8]。
- 酒好きで知られ、特にハイボールが好みで3日に1本は飲む。55歳のときに糖尿病を患い、75歳まで治癒しなかった。先述の経歴のため、年金を一切受けていないと自著では語られている[16]。
- 4度の結婚歴があるものの後にいずれも離婚しており、晩年20年ほどは独身であった[8]。子供や孫もおり、孫の一人（武夫の娘の子）である小島優は、日本プロ麻雀連盟に所属するプロ雀士である[17]。
- 「近代麻雀オリジナル」で連載されたかわぐちかいじの漫画『はっぽうやぶれ』の主人公・ 花島タケオは、小島がモデルとされる[注釈 5]。

## タイトル
- 最強位 (第2期)
- 最高位 (第3期・第4期)
- モンド名人 (第5回)
- 麻雀グランプリMAX (第1期)

## 出演

### 映画
- 凌辱＜こます＞（1979年5月19日公開、にっかつ）監督:白井伸明 - 立会人 役[19]
- 極道記者（1993年7月19日公開、大映）監督:望月六郎 - 賭場の客 役[20]
- 雀鬼くずれ（2003年2月15日公開、ケイエスエス）監督:服部光則[21]

### オリジナルビデオ
- 雀狼伝 2 必殺!!亜空間殺法（2000年10月21日、オールイン エンタテインメント）監督:服部光則[22]
- 雀士最強伝説 炎の大三元（監修:小島武夫）（2001年1月12日（2000年制作）、Softgarage）監督:井出良英[23]
- 麻雀飛龍伝説 天牌 2（2002年2月8日、ケイエスエス）監督:服部光則[24]
- 兎USAGI～野性の闘牌～（2013年2月15日、ジーピー・ミュージアム）監督:薬師寺光幸[25]

### テレビドラマ
- いねむり先生（2013年9月15日、テレビ朝日・ドラマスペシャル）- 出演:カギヤマ（マキコの麻雀の仲間）役、麻雀監修:小島武夫

### テレビ番組
- 11PM （日本テレビ、1968年 - 1975年）- 金曜日の麻雀コーナーにレギュラー出演。
- モンド麻雀プロリーグ （MONDO TV）
- レースライブ（競艇）（日本レジャーチャンネル） - 主にG1戦中継時のゲスト解説者として不定期に出演。
- 天空麻雀（エンタメ〜テレ）
- 『小島武夫の実戦リーチ麻雀』（2004年10月-2010年12月26日、三重テレビ） - 対局、およびメイン解説。
- 『小島武夫の千里眼麻雀』（2011年1月10日 - 2013年12月29日、テレビ愛知） - メイン解説。
- 『小島武夫の麻雀交遊録』（2011年3月6日 - 、BSJAPAN）

### CM
- 麻雀野郎（1990年、青森ローカル）

## 作品

### 一般ビデオ・DVD
- 小島武夫の実践麻雀 負けない理論 守り編（2001年1月26日、ケイエスエス）
- 小島武夫の実践麻雀 負けない理論 攻撃編（2001年1月26日、ケイエスエス）
- プロ麻雀リーグ プロが選ぶ一局編（2005年3月30日、エイベックス）
- プロ麻雀リーグ 役満編（2005年3月30日、エイベックス）
- THE役満 ベストセレクション（2014年12月3日、AMGエンタテイメント）- 解説
- ミスター麻雀 小島武夫の足跡（2018年1月10日、AMGエンタテイメント）

## 書籍

### 著書
- 負けない麻雀 天才プロの実戦指南! 読むだけで強くなる驚異の麻雀（1969年、日本文芸社）
  - 負けない麻雀 天才プロの実戦指南! 読むだけで強くなる驚異の麻雀（1987年11月、日本文芸社）ISBN 9784537001549
  - 絶対負けない麻雀 読むだけで強くなる驚異の麻雀戦術（1999年1月25日、日本文芸社）ISBN 9784537019490
- 麻雀必殺の打ち方 勝つための麻雀!-稼ぐための麻雀!（1970年、日本文芸社）
  - 麻雀必殺の打ち方 : 勝つための麻雀（1976年、日本文芸社）ISBN 978-4537001556
- 麻雀15時間独習法（1970年、日本文芸社）
  - 麻雀15時間独習法 二色刷（1982年10月1日、日本文芸社）ISBN 9784537001501
- 麻雀の研究 笑いながら強くなる本（共著:吉行淳之介）（1971年9月15日、祥伝社） - 作家・吉行淳之介との対談形式 ISBN 978-4396100186
- プロ麻雀入門 華麗なるイカサマとその防止法（1972年9月15日、新評社）
- 麻雀・必殺の手作り:現状を打破するには（1973年、池田書店）
- 麻雀奇手鬼法（1973年、新評社）
- 麻雀アクション戦法:付・イカサマ新手全公開（1974年5月15日、双葉社）
  - 実戦プロ麻雀（1976年、双葉社）- 麻雀アクション戦法を改題したもの
- 小島の麻雀道場 キミの実力がわかる採点式問題集（1974年、池田書店）ISBN 978-4262108056
- 〈雀狂〉はめ手の研究（1976年10月5日、ベストセラーズ）ISBN 9784584002957
- 小島流麻雀攻めの手作り:攻め勝って相手を叩きのめす本（1976年12月、池田書店）
- 小島流ギャンブル打法:必殺の仕掛人（1976年、ベストセラーズ）
- 麻雀心理推理：相手の仕掛けがスラスラ読める72の秘訣（1976年、新評社 カメノコ・ブックス）
- 麻雀・私ならこう打つ プロの勝負師小島武夫の実戦教室（1977年2月、日本文芸社）
  - 麻雀・私ならこう打つ プロの勝負師小島武夫の実戦教室（1984年5月、日本文芸社）ISBN 9784537001563
- 麻雀-君ならどう打つ（1977年2月、日本文芸社）
  - 麻雀-君ならどう打つ（1992年、日本文芸社）ISBN 9784537001679
- 麻雀格言集（1977年10月1日、久保書店）ISBN 9784765910286
- 小島の麻雀 必殺テクニック（1978年1月20日、日東書院）
- 小島の麻雀 必殺の決め手（1978年2月1日、日東書院）ISBN 9784528004412
- 必殺プロ麻雀 神髄 攻めのテクニック（1978年2月1日、双葉社）
- 灘と小島麻雀実戦入門（共著:灘麻太郎）（1978年5月1日、池田書店）ISBN 9784262107035
- マージャン秘伝集:ダマされないためのテクニック60（1978年7月、ロングセラーズ）
- 小島の麻雀 必殺ケンカ打法（1978年、日東書院）
- 必勝の麻雀 勝つための72の打法（1980年11月1日、日本文芸社）ISBN 9784537001518
- 絵でおぼえるマージャンの点数計算（1981年10月5日、ベストセラーズ）ISBN 9784584102183
- 麻雀 点数のかぞえ方 ひと目でわかる（1983年5月1日、日本文芸社）ISBN 9784537001532
  - ひと目でわかる 麻雀 点数のかぞえ方（2004年6月26日、日本文芸社）ISBN 9784537202830
- 敗者復活の論理（1983年10月、ノラブックス）ISBN 9784889810035
- パイのぱいの牌 るんるんリーチ人生（1983年、グリーンアロー出版社）
- 小島武夫のマージャン縦横無尽（1984年10月1日、広済堂出版）ISBN 9784331003442
- 麻雀・最強の打ち方―役作りの構想からリーチ看破法まで 最強プロはこう打つ!（1991年9月10日、日本文芸社）ISBN 9784537015287
  - 麻雀・最強の打ち方（2011年9月20日、日本文芸社）ISBN 9784537209334
- 小島武夫の実戦麻雀［読み］のすべて（1992年6月、永岡書店）ISBN 9784522212387
- 絵でわかる麻雀入門 ルールの説明・アガリ方・役づくり・得点計算（1996年2月17日、ナツメ社）ISBN 9784816319686
- プロ麻雀 極PLUS2 公式ガイドブック（共著:高橋純子）（1999年2月4日、ゼスト）ISBN 9784883770595
- 勝つ麻雀負けない麻雀 初心者でも実戦ですぐに勝てるコツ（2000年12月10日、日本文芸社）ISBN 9784537200256
- 小島武夫の豪快麻雀（2008年11月28日、毎日コミュニケーションズ）ISBN 9784839930356
- ろくでなし 伝説のミスター麻雀、酒と女とカネの無頼75年（2010年12月17日、徳間書店）ISBN 9784198630874

### 監修
- わかりやすい最新麻雀 天才プロ小島が教える（1997年6月1日、梧桐書院）ISBN 9784340072033

### 漫画原作
- 麻雀新撰組（原作:小堀洋・小池一夫 作画:神江里見 協力:小島武夫）（1974年4月30日、劇画キングシリーズ オリオン出版）
- 必殺のマージャン（作画:北野英明）（1975年5月30日、トップコミックス 秋田書店）
- 麻雀昭和怨歌（作画:芳谷圭児）（1976年8月20日、オールコミックス 実業之日本社）（1978年4月20日、マンサンコミックス 実業之日本社）
- サラリーマン雀鬼（作画:北山茂樹 脚本:三輪洋平）（1976年11月1日、トーエンコミックス 桃園書房）
- サマ師志願（作画:村岡栄一、くずはら和彦 他 原作:小島武夫、畑正憲 他）（1978年2月20日、マンサンコミックス 実業之日本社）
- 雀鬼一番勝負（作画:北山茂樹 脚本:三輪洋平）（1978年3月10日、ワールドコミックス 久保書店）
- 別れ牌有情（作画:司敬、村岡栄一 他 原作:小島武夫、野村敏雄 他）（1978年6月20日、マンサンコミックス 実業之日本社）
- 青春!!雀鬼颯爽（作画:司敬 原作:小島武夫、志村裕次、西塔紅一）（1985年11月23日、マンサンコミックス 実業之日本社）
- 天下に無双（作画:司敬）（1986年6月1日、トクマコミックス 徳間書店）

### 関連本
- 煌々たる雀星 小島武夫伝（コミック）（作画:井上孝重 原案・協力:馬場裕一）（1990年8月21日、竹書房/近代麻雀コミックス）ISBN 9784884754709 - 全3巻の内の第1巻
  - 煌々たる雀星 無邪気な帝王 小島武夫（コミック）（作画:井上孝重 原案・協力:馬場裕一）（2003年12月21日、竹書房/バンブーコミックス）ISBN 978-4812458655 - 全3巻の内の第1巻（小島武夫伝）を収録
  - プロ麻雀伝説・小島武夫＆灘麻太郎（コミック）（作画:井上孝重 原案・協力:馬場裕一）（2012年10月27日、竹書房/バンブーコミックス）ISBN 978-4812478431 - 全3巻の内の第1巻（小島武夫伝）・第3巻（灘麻太郎伝）を収録
- 小島武夫 ミスター麻雀のすべて（著:近代麻雀編集部）（2018年7月25日、竹書房）ISBN 978-4801915701
- 魅せる麻雀・小島武夫何切る？【近代麻雀 2021年6月号付録小冊子】（2021年5月1日、竹書房）

### 雑誌
- 近代麻雀 2021年6月号（竹書房）- ミスター麻雀 小島武夫特集号、別冊付録:小冊子「魅せる麻雀 小島武夫何切る！？」